# Kitab-Verlag
Kitab-Verlag Klagenfurt-Wien je knjižna založba s sedežem v Celovcu. Ime je izpeljano iz besede Kitab, kar v arabščini pomeni knjigo (arabsko کتاب). Ime založbe naj bi predstavljalo njen program, ki skuša ponazarjati, koliko Evropa dolguje Vzhodu.
Založbo je 1999 ustanovil Wilhelm Baum z namenom, da bi izdajala knjige, ki naj bi prispevale k temu, da bi na celotno človeštvo gledali kot na celoto, katere kulturno dediščino je treba obvarovati. Pri tem je treba upoštevati tudi manjšinske skupine. V program založbe sodita tudi sistemska analiza in kritika. Založba se trudi ponuditi Evropi tudi pomembna kulturna in literarna dela iz drugih svetovnih kultur – Azije, Afrike in Latinske Amerike. Objavljajo tudi dela sodobnih literatov, ki se posvečajo razumevanju med svetovi ali pa so pripravljeni hoditi po novih poteh.
Založba objavlja tudi v drugih jezikih, in sicer so to dela, za katera so prepričani, da bi naj jih ljudje brali po vsem svetu. Skrbi za to, da bi stare vezi evropske kulture dobile novega zagona na območju Vzhoda. Za založbo na stičišču germanske, romanske in slovanske kulture je izdajanje slovenskih avtorjev nekaj samoumevnega. Založba ima tako t. i. »Slowenische Reihe« (slovensko serijo), ki predstavlja pomembne slovenske avtorje.
Pomembna je npr. izdaja Prešernovih pesmi v nemščini (Wilhelm Baum: Deutsche Gedichte, 1999).

### Prevodi iz slovenščine v nemščino, ki so izšli pri založbi do leta 2010:
- Baum, Wilhelm: France Prešeren: Deutsche Dichtungen. Celovec: Kitab, 1999. (COBISS)
- Kocbek, Edvard: Literatur und Engagement. Celovec, Dunaj: Kitab, 2004. (COBISS)
- Kovič, Kajetan: Holunderstunden. Celovec, Dunaj: Kitab, 2005. (COBISS)
- Kovič, Kajetan: Weder Gott noch Tier: Roman. Celovec, Dunaj: Kitab, 2005. (COBISS)
- Marinčič, Katarina: Die verborgene Harmonie: Roman. Celovec, Dunaj: Kitab, 2008. (COBISS)
- Messner, Janko: Kärntner Heimatbuch. Celovec, Dunaj: Kitab, 2005. (COBISS)
- Mrak Dolinar, Jelka: Furchen meiner Lebensgeschichte. Celovec, Dunaj: Kitab, 2009.
- Pahor, Boris: Die Stadt in der Bucht: Roman. Celovec, Dunaj: Kitab, 2005. (COBISS)
- Pahor, Boris: Boris Pahor: Die Wiege der Welt. Roman. Celovec, Dunaj: Kitab, 2009.
- Pahor, Boris: Piazza Oberdan. Celovec, Dunaj: Kitab, 2009. (COBISS)
- Pahor, Boris: Slowenische Novellen aus Triest. Celovec, Dunaj: Kitab, 2004. (COBISS)
- Petan, Žarko: Lachen Sie behutsam!: Aphorismen. Celovec, Dunaj: Kitab, 2003. (COBISS)
- Petan, Žarko: Mit leerem Kopf nickt es sich leichter: satirische Aphorismen. Celovec, Dunaj: Kitab, 2004.  (COBISS)
- Porle, Sonja: Schwarzer Engel, schau auf mich!: Impressionen aus Afrika: Roman. Celovec, Dunaj: Kitab, 2006. (COBISS)
- Rebula, Alojz: Nocturno für das Küstenland: Roman. Celovec, Dunaj: Kitab, 2007. (COBISS)

Založba ima tudi hrvaško serijo »Kroatische Reihe«. Poleg literarnih založba izdaja tudi znanstvena dela, med drugim obsežno delo o srednjeveški zgodovini priznanega strokovnjaka Petra Dinzelbacherja, dela Wilhelma Bauma o krščanstvu na Vzhodu itd.
Založbi KITAB je 8. julija 2005 državni sekretar za kulturo pri državnem kanclerji Franz Morak odobril priporočilo za založniško podporo. Knjige založbe KITAB so dobile podporo iz urada državnega kanclerja, državnega ministrstva za izobraževanje, znanost in kulturo, od deželnih vlad iz Dunaja, Štajerske, Tirolske in Koroške, kakor tudi mest Celovca in Beljaka, iz fonda »Kulturkontakt-Österreich« in iz Trubarjevega sklada v Ljubljani; prevode podprl urad državnega kanclerja, kulturno ministrstvo republike Slovenije, Kultur-Kontakt republike Avstrije in Trubarjev sklad v Ljubljani.